# 1879

## Събития
- Томас Едисън изобретява електрическата крушка с нажежаема жичка.
- През февруари в Берлин излиза памфлета на Вилхелм Мар „Победата на юдаизма над германизма“, който въвежда в употреба термина „антисемитизъм“. В края на година в Берлин е учредена и първата Антисемитска лига.
- 10 февруари - Свикване на Учредително събрание в Търново.
- 25 май - Потушаване на Кресненско-Разложко въстание (1878-1879) от Османската империя.
- 30 септември - Първи демократични избори вБългария за I Велико народно събрание
- 16 април - Приемане на Търновската конституция - първата конституция на България от Третата българска държава.
- 17 април - Избор на принц Александър Батенберг за български княз от I Велико народно събрание в Търново.
- 17 юли (5 юли стар стил) – Съставено е първото правителство на България, начело с Тодор Бурмов.
- 6 декември (24 ноември стар стил) – Съставено е второто правителство на България, начело с Климент Търновски.

## Родени
- Андрей Иванов, български свещеник и революционер
- Артър Джонсън, англиски футболист и треньор
- Димче Сарванов, български революционер
- Лазар Гълъбов, български общественик
- Невена Панова, българска просветна деятелка
- Никола Андреев, български революционер и учител
- Роза Попова, българско актриса и режисьорка
- Търпен Марков, български революционер
- 1 януари – Ърнест Джоунс, уелски невролог и психоаналитик
- 18 януари – Александър Балабанов, български литературовед и критик
- 19 януари – Симеон Радев, български публицист
- 22 януари – Асен Белковски, български художник
- 28 януари – Франсис Пикабиа, френски художник
- 31 януари – Грейс Кулидж, първа дама на САЩ (1923 – 1929)
- 1 февруари – Александър Кръстев, български диригент и композитор
- 6 февруари – Педро Агире Серда, чилийски политик и президент (1938 – 1941) на Чили
- 12 февруари – Елена Рьорих, руски философ, писател и общественик
- 17 февруари – Ованес Адамян, арменски изобретател
- 19 февруари – Анхел Кабрера, испански зоолог
- 25 февруари – Александър Андреев, български скулптор
- 4 март – Бернхард Келерман, немски писател
- 13 март – Александър Стамболийски, български политик
- 14 март – Алберт Айнщайн, немски математик и физик
- 15 март – Владимир Стоянов, български военен деец
- 16 март – Григор Чешмеджиев, български политик
- 30 март – Стефан Костов (Ст. Л. Костов), български писател и етнограф
- 4 април – Васил Попов, български анархист
- 16 април – Леон Тери, френски автомобилен състезател
- 20 април – Итало Гариболди, италиански офицер
- 28 април – Теодор Капидан, румънски лингвист
- 8 май – Александър Мутафов, български художник
- 10 май – Симон Петлюра, украински политик
- 11 май – Александър Гиргинов, български политик
- 29 май – Коста Абраш, сръбски поет от Македония
- 10 юни – Александър Кисьов, български военен деец
- 29 юни – Александър Цанков, български политик
- 1 юли – Леон Жуо, френски профсъюзен деятел
- 2 юли – Тодор Паница, български революционер
- 3 юли – Алфред Кожибски, философ семиотик
- 10 юли – Никола Маринов, български художник († 1948)
- 8 август – Емилиано Сапата, мексикански революционер
- 22 август – Павел Груев, български юрист
- 20 септември – Виктор Шьострьом, шведски режисьор и актьор
- 26 септември – Петко Тодоров, български писател
- 26 септември – Александър Буйнов, български революционер
- 27 септември – Михаил Джеров, български революционер
- 15 октомври – Александър Илиев, български революционер
- 1 ноември – Пал Телеки, унгарски политик
- 7 ноември – Лев Троцки, съветски политик
- 18 декември – Паул Клее, германски художник
- 21 декември – Йосиф Сталин, съветски политически лидер
- 24 декември – Александрин фон Мекленбург-Шверин, кралица на Дания

## Починали
- 21 януари – Любен Каравелов, български писател
- 10 февруари – Оноре Домие, френски художник
- 23 февруари – Албрехт фон Роон, пруски войник и политик
- 13 март – Адолф Андерсен, германски шахматист
- неизвестна дата
  - Аристотелис Валаоритис – гръцки писател
- 9 май – Аугуст Гризебах, немски ботаник
- 19 юни – Никола Чернокожев, български просветни дейци
- 15 юли – Йохан Фридрих фон Брант, германски зоолог
- 8 август – Имануел Херман Фихте, германски философ
- 30 септември – Йосиф Соколски, архиепископ
- 4 октомври – Сергей Соловьов, руски историк
- 5 ноември – Джеймс Кларк Максуел, физик
- 7 декември – Йоун Сиюрдсон, исландски политик